# Antigua och Barbudas Davis Cup-lag
Antigua och Barbudas Davis Cup-lag styrs av Antigua och Barbudas tennisförbund och representerar Antigua och Barbuda i tennisturneringen Davis Cup, tidigare International Lawn Tennis Challenge. Antigua och Barbuda debuterade i sammanhanget 1996 och har bland annat slutat trea i Grupp III 1997. Lagen har inte deltagit sedan 2001.